# Союз Гетьманців Державників у Північній Америці
Союз Гетьманців Державників у Північній Америці («СГД», англ. United Hetman Organization)— політична монархічна організація українців США та Канади, яка підтримувала ідею української гетьманської держави з Павлом Скоропадським на чолі.

## Історія

### Заснування
У США консервативні державницькі кола еміграції прийняли гетьманську ідеологію і створили у 1924 році Українську Січову організацію Америки (або Гетьманську Січ). У вересні 1924 р. обидві крайові структури об’єдналися і проголосили про своє підпорядкування Павлові Скоропадському. В липні 1936 р. січові організації змінили назви на Українські Гетьманські організації.
У США засновно у 1922 році на основі атлетичного молодіжного товариства «Січ», головним отаманом обрано С.-К. Гриневецького. 
Зародком СГД були просвітньо-спортові товариства і клуби в Східній Канаді, що 1924 об'єдналися під проводом Володимира Босого в Січову організацію («Січ») з виразною монархічною ідеологією: пресові органи «Пробій», згодом «Канадська Січ» та сторінка в газеті «Канадійський Українець». Січова організація поширилася на Західну Канаду, мала численні відділи і власні доми. У 1928 Січову організацію перейменовано на Канадську Січову Організацію, у 1934 — на СГД; з 1930 її пресовий орган: «Український Робітник». Вершком зростання СГД були роки 1937—38 у зв'язку з подорожжю до Канади гетьманича Данила Скоропадського. З другої половини 30-х років гетьманські організації США та Канади керувалися єдиним Статутом Союза Гетьманців Державників Америки, який було затверджено П.Скоропадським 31 липня 1936 р. і прийнято до виконання Центральою СГД 18-19 листопада того ж року. 

### Після Другої Світової війни
Під час війни діяльність СГД послабла. У 1952 на з'їзді в Торонто стався розкол. 1958 припинив виходити «Український Робітник», органом СГД якийсь час була «Наша Держава», a згодом двотижневик «Батьківщина». СГД була одним із засновників і членом Комітету Українців Канади.

## Авіація СГД
у 1930-х роках СГД став першою українською організацією на американському континенті, яка використовувала у своїх інтересах авіацію. 
Керівництво СГД звернуло увагу на авіацію, яку збиралися використовувати у інформаційно-пропагандистських цілях, для занять авіаспортом і для підготовки авіаційних спеціалістів у сподіванні на відновлення збройної боротьби за незалежність України. «Референтом авіації» призначили полковника Олександра Шаповала.
Для закупівлі літаків СГД організував збір добровільних пожертвувань на «український авіяційний фонд».
Першим аеропланом, який СГД придбав в Америці, став біплан The Travel Air 3000 з бортовим номером NC8718. Він був пофарбований у жовто-синій колір з тризубом на борту і власне ім’я «Україна» («Ukraina»). 19 серпня 1934 р. у Детройті, за присутності 10 тисяч глядачів відбулася церемонія освячення. Пілотом «України» став полковник Антін Чайковський.
Другий придбаний літак – біплан з бортовим номером IC5606 отримав назву «Львів» («Lviw»). Таке рішення, вочевидь, зумовлене тим, що більшість українських емігрантів в Америці були вихідцями із Західної України. «Львів» освятили у Чикаго, 30 вересня 1934 року.
СГД одразу почав активно використовувати цей невеликий повітряний флот у своїх цілях. 21 жовтня 1934 р. він організував у Філадельфії , «свято українського летунства», на яке прилетіли літаки «Україна» і «Львів». Потім за участі цих аеропланів 9 червня 1935 р. у Нью-Йорку відбулося «перше летунське свято». Програма містила молебень за Україну під керівництвом апостольського екзарха українців у США Костянтина Богачевського, танці у супроводі оркестру, буфет і огляд літаків. Охочі могли навіть виконати політ на «Україні». Вартість входу на свято становила 40 центів. Весь чистий прибуток і пожертвування призначалися на організацію українських авіаційних шкіл у США. Загалом захід відвідали понад 2 тис. осіб, серед почесних гостей були представники литовських, німецьких, італійських ветеранських організацій і Національної гвардії штату Нью-Йорк.
Після вдалого проведення авіаційних свят на території США, керівництво СГД вирішило організувати такий захід у Канаді. Вже 1 липня 1935 року літаки були продемонстровані у Вінніпезі. Ця акція присвячувалася 25-річчю вступу на престол короля Великої Британії Георга V і проходила в рамках «Українського дня», проведеного зусиллями українських некомуністичних організацій Вінніпега. Її свідками стали понад 15 тис. місцевих українців.
На зібрані кошти під егідою СГД вдалося заснувати щонайменше дві українські авіашколи – 1- у в Чикаго і 2-у у Детройті. Льотчиком-інструктором чиказької авіашколи СГД став американець Джордж Франклін Чард, а його помічником (сотником) – українець Володимир Харків. Загалом, різні українські організації у США і Канаді до 1939 року заснували 12 авіаційних шкіл.
Третій літак СГД придбано у 1937 році. Освячення відбулося 12 вересня на чиказькому аеродромі Рівер Роуд. Машина отримала назву – «Київ» («Kiev»). Подію приурочили до першого в історії візиту представника гетьманської родини Скоропадських до США і Канади. За дорученням Павла Скоропадського ця місія випала його синові і офіційному спадкоємцю Данилові Скоропадському. Церемонія освячення «Києва» завершилася демонстративними польотами, під час яких гостей запрошували на борт літака. У наступні дні гетьманич також ознайомився із літаками «Україна» та «Львів». 9 жовтня 1937 році він скористався «Києвом» для перельоту з Чикаго до Детройту для зустрічі з місцевою українською громадськістю. Літаком по черзі керували Дж. Чард і В. Харків, а другим пасажиром був референт авіації СГД Олександр Шаповал. Аероплан стартував з Чикаго о 10.20 ранку, а о 14.30 год. здійснив посадку у Детройті. Літаки брали участь не лише в українських святах, але й у різноманітних американських авіаційних парадах. Преса називала їх «гетьманською «трійцею».
Діяльність СГД у авіаційній царині, спонукала інші українські емігрантські організації у США і Канаді також зайнятися придбанням літаків і організацією авіаційних шкіл.

## Структура
У 1926 — 28 і 1930-их pp. гетьманський рух Канади був організаційно пов'язаний з такою самою організацією в США й центральний осідок був у Чикаго, а пізніше у Детройті, в Канаді — в містах Торонто і Вінніпеґ.
Понад 60 відділень СГД, які налічували близько 2 тис. членів, виникли у США і Канаді.
«Січ» і СГД — триступнева організація: кіш, округовий кіш (охоплював провінцію) і централя — обозний з осавулами.

### Визначні члени
І. Ісаїв, В. Дикий, В. Дужий, Д. Ільчишин, М. Лапка, І. Скалецький, С. Можевський, І. Корчинський, А. Арабська, О. Малофій, М. Гетьман, Т. Дацків, Т. Михайлівський, В. Стира, П. і Г. Байраки, П. Барицький, П. Олійницький та ін. Провід Української Католицької Церкви (єпископи Н. Будка і В. Ладика) сприяв гетьманському рухові, низка священиків брала у ньому участь.